# Theseusskeppet
Theseusskeppet är en ersättningsparadox som även kallas för Theseusparadoxen.
Enligt en grekisk saga som bevarats efter Plutarchos,
"Skeppet med vilket Theseus och Atens ungdomar återkom från Kreta hade trettio åror och bevarades av atenarna till och med Demetrios från Faleron tid, eftersom man tog bort de gamla, ruttnande brädorna och ersatte dem med nya, starkare brädor. Skeppet blev ett verkligt exempel bland filosofer på den logiska frågan om ting som växer: vissa menade att det var samma skepp; vissa ansåg att det inte var det."
Frågan är om skeppet fortfarande är Theseusskeppet, och i så fall vilken relation som föreligger mellan skeppet och dess fysiska delar. Den som anser att skeppet består menar oftast att skeppets identitet inte behöver påverkas av att man reparerar det med nya plankor, under förutsättning att delarna ersätts gradvis och under lång tid. Den som anser att skeppet inte består får problem att förklara andra identitetsrelationer över tid, till exempel att en människas personliga identitet kan bestå trots att alla partiklarna i hennes kropp har omsatts efter ett visst antal år.
I en variant av paradoxen som formulerades av Thomas Hobbes på 1600-talet förekommer en väktare som tar hand om de gamla plankorna allteftersom de byts ut och lägger dem i ett förråd. När skeppets samtliga plankor har bytts ut efter flera hundra år får väktaren för sig att sätta samman de gamla plankorna igen. Frågan är nu om det plötsligt finns två Theseusskepp, och i så fall när det "andra" skeppet började existera.